# ثورة الأفلاق (1848)

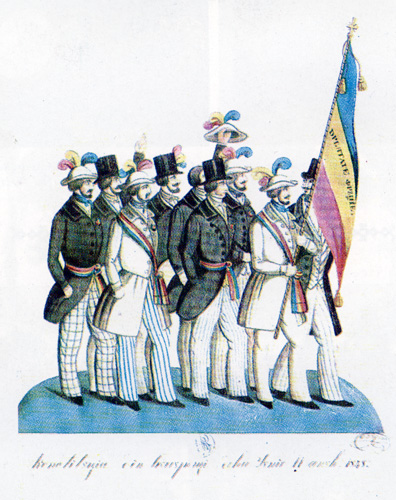

الثورة الفلاشية عام 1848 هي ثورة رومانية ليبرالية قومية رومانية في إمارة فلاشيا. تُعد هذه الثورة جزءًا من ثورات عام 1848 ومرتبطة بشدة بالثورة غير الناجحة في إمارة مولدافيا، وقد سعت إلى الإطاحة بالإدارة المفروضة من الإمبراطورية الروسية في ظل نظام التنظيم العضوي، وطالبت من خلال عدد من قادتها بإلغاء امتيازات بويار. بقيادة مجموعة من المثقفين والضباط الشبان في الميليشيا الفلاشية، نجحت الحركة بالإطاحة بحكم الأمير يورغي بيبيسكو، الذي استبدلت به حكومة مؤقتة ووصاية على العرش، ومررت تلك الحركة إصلاحات تقدمية كبيرة أُعلِن أولها في إعلان إيسلاز.
رغم مكاسبها السريعة ودعمها الشعبي، اتسمت الإدارة الجديدة بالصراعات بين الجناح الراديكالي والقوى الأكثر تحفظًا، خاصةً حول قضية الإصلاح الزراعي. تمكن انقلابان فاشلان متتاليان من إضعاف الحكومة، وكانت روسيا في موضع اعتراض دائم على وضع الحكومة الدولي. بعد أن تمكنت من حشد درجة من التعاطف من القادة السياسيين العثمانيين، عُزلت الثورة في النهاية من خلال تدخل الدبلوماسيين الروس، وقُمعت أخيرًا من خلال التدخل المشترك للجيوش العثمانية والروسية، دون مقاومة مسلحة تُذكر. ومع ذلك، على مدى العقد التالي، أصبح تحقيق أهداف الثورة ممكنًا بفضل السياق الدولي، وأصبح الثوريون السابقون الطبقة السياسية الأصلية في رومانيا الموحدة.

## الأصول
خضعت الإمارتان الدانوبيتان، فلاشيا ومولدافيا، لإشراف روسي مباشر عند انتهاء الحرب الروسية التركية في 1828-1829، إذ أُديرت لاحقًا على أساس وثائق مشتركة، تُعرف باسم التنظيم العضوي. بعد فترة من الاحتلال العسكري الروسي، عادت فلاشيا إلى السيادة العثمانية مع الحفاظ على الإشراف الروسي، ومُنح العرش لألكساندرو الثاني غيكا في عام 1834؛ كان هذا الإجراء مثيرًا للجدل منذ البداية، نظرًا إلى تعيين غيكا من قبل الروس والعثمانيين، رغم الأحكام الشعبية لاتفاقية أكرمان، ، بدلًا من انتخابه من قبل الجمعية الفلاشية. نتيجةً لذلك، واجه الأمير معارضة من كلا جانبي الطيف السياسي، بينما كان يحاول أيضًا تهدئة استياء الفلاحين من خلال التشريع ضد إساءة استخدام المؤجرين في العقارات. كانت الجمعية الفيلهارمونية أول حركة ليبرالية، مستوحاة من الثورة الفرنسية ولها غرضها المعلن في تشجيع الثقافة، وتأسست في عام 1833.
انفجرت العداوة ضد السياسات الروسية لاحقًا في عام 1834، حين دعت روسيا إلى إلحاق «فقرة إضافية» إلى التنظيم العضوي، إذ كان الباب العالي يراجع تلك الفقرة. سعت الفقرة المقترحة إلى منع الجمعيات الأميرية من أي تعديل مقبل للتنظيم دون موافقة القوتين اللتين تحميان الدولة. لقيت هذه الحركة معارضةً شديدة من عدد كبير من النواب الفلاشيين، ومن بينهم النائب الراديكالي إيوان كامبينيو؛ في عام 1838، مُرر المشروع رغم ذلك، عند موافقة السلطان عبد المجيد الأول والأمير غيكا عليه علانيةً.
طُرد كامبينيو، الذي اقترح دستورًا إصلاحيًا يستبدل التنظيم العضوي كليًا، إلى المنفى، ولكنه بقي مؤثرًا على الجيل الشاب من الناشطين الفلاشيين والمولدافيين. تأثرت المجموعة الأخيرة، التي تضم العديد من البويار الشباب الذين درسوا في فرنسا، أيضًا بالجمعيات الإصلاحية أو المجتمعات ذات التفكير الثوري مثل كاربوناري (وحتى من خلال تيودور ديامانت، من الاشتراكية اليوتوبية). كان هذا الفصيل هو الذي سيعلن أولًا صراحةً مطالب الاستقلال الوطني والتوحيد المولدوفي الفلاشي، والتي أدرجها في جدول أعمال أوسع للإصلاحات السياسية والتضامن الأوروبي. تأسست جمعية الطلاب الرومان في عام 1846، وكان الشاعر الفرنسي ألفونس دي لامارتين رئيسها الفخري.

## الأحداث ما قبل الثورة والاندلاع
في أكتوبر عام 1840، قُمعت أول جمعية سرية ثورية من قبل الأمير غيكا. من بين الذين قُبض عليهم ووضعوا في الحبس كان البويار رفيع المستوى ميتيكا فيليبسكو والراديكالي الشاب نيكولاي بولشيسكوو ديميتري ماسيدونسكي الأكبر سنًا، اللذين شاركا في انتفاضة عام 1821.
أفرج الحاكم الجديد، جورجي بيبيسكو، عن بلشيسكو والمشاركين الآخرين في المؤامرة عام 1843؛ بعد ذلك بوقت قصير، انخرطوا في تأسيس جمعية سرية جديدة مستوحاة من الماسونيين، تُعرف باسم الأخوية، التي كانت العامل المركزي في الثورة. في وقت مبكر، تشكلت نواة الأخوية بواسطة بلشيسكو، وإيون غيكا، وألكساندرو جي. غوليسكو، والرائد كريستسان تيل؛ بحلول ربيع عام 1848، ضمت القيادة أيضًا ديميتري، وإيون براتيانو، وكونستانتين بولشيسكو، وستيفان ونيكولاي غوليسكو، وجورجي ماغيرو، وَسي إيه. روسيتي، وإيون هيليدي رودوليسكو، وإيوان فوينيسكو الثاني. كانت الأخوية ناجحةً بشكل خاص في بوخارست، إذ تواصلت أيضًا مع الطبقة الوسطى، وحافظت على واجهة قانونية مثل الجمعية الأدبية، التي حضر اجتماعاتها المولدافيون فاسيلي أليكساندري، وميخائيل كوغالنيسيو، وكوستاش نيغروزي، وأيضًا الموفد النمساوي كونستانتين دانيال روزنتال. خلال الأشهر الأولى من عام 1848، شهد الطلاب الرومانيون في جامعة باريس، بمن فيهم الأخوان براتيانو، وفي بعض الحالات، شاركوا في الانتفاضة الجمهورية الفرنسية.
اندلع التمرد في أواخر يونيو من عام 1848، بعد اعتماد أعضاء فريا مشروعًا واحدًا يتعلق بوعد إصلاح الأراضي. مُرر هذا القرار، الذي تسبب في البداية بالخلاف، في البرنامج الثوري بضغوط من نيكولاي بولشيسكو وأنصاره. صيغت الوثيقة نفسها، المقرر أن تُقرأ كإعلان، على الأرجح بواسطة هيليادي رادوليسكو، وربما كان باشيسكو نفسه مسؤولًا عن معظم أفكارها. دعت الوثيقة، من بين أمور أخرى إلى الاستقلال الوطني، والحقوق المدنية، والمساواة، والضرائب الشاملة، وجمعية أكبر، وحكومة مسؤولة، ومدة خمس سنوات لحكم الأمراء وانتخابهم من قبل الجمعية، وحرية الصحافة، واللامركزية.
في الأصل، كانت المجموعة الثورية تنوي الاستيلاء على قواعد عسكرية مختلفة في جميع أنحاء فلاشيا، وخططت لتنظيم تجمعات عامة في وقت واحد في بوخارست، ورومنيكو فالشيا، وبلويتي، ومقاطعة روماناي، وإيسلاز. في 21 يونيو عام 1848، كان هيلادي رادوليسكو وتيل حاضرين في إيسلاز، إذ كشفا مع الكاهن الأرثوذكسي سابكا من سيلي عن البرنامج الثوري للجمهور الحاضر. شُكلت حكومة جديدة على الفور، تضم تيل، وهيلادي راديوليسكو، وستيفان غوليسكو، وشابكو، ونيكولاي بليويانو؛ وجهوا نداءً للأمير بيبيسكو، دعوه فيه إلى الاعتراف بالبرنامج باعتباره بذرةً للدستور و«الاستماع إلى صوت الوطن ووضع نفسه على رأس هذا الإنجاز العظيم».
تركت السلطة التنفيذية الثورية إيسلاز على رأس تجمع الجنود وغيرهم من الآخرين، وبعد المرور بكاراكال، دخل الجمع منتصبًا إلى كرايوفا منتصرًا دون مواجهة مقاومة من القوات المحلية. وفقًا لأحد الروايات، ضم التجمع ما يصل إلى 150 ألف مدني مسلح. عندما بدأت هذه الأحداث بالتكشف، أُطلِقت النار على بيبيسكو في بوخارست من قبل ألكساندرو أو إيناكو باليولوغ (والد الدبلوماسي الفرنسي موريس باليولوغ) والمتآمرين معه، الذين لم تتمكن رصاصاتهم سوى من تمزيق إحدى كتفيّتَي الأمير. خلال الساعات التالية، قمعت قوات الشرطة فريا، واعتقلت روسيتي وعددًا قليلًا من الأعضاء الآخرين، لكنها فشلت في القبض على الأغلبية.